# Julio Larraz
Julio Larraz (Julio César Ernesto Fernández Larraz) (nacido en La Habana, Cuba el 12 de marzo de 1944) es un artista de origen cubano. 
Ha desarrollado su obra en manifestaciones como el grabado, la pintura, la caricatura y la escultura. 
Su familia emigró a Estados Unidos a principios de la década de 1960. 
Entre 1968 y 1970 cursó varios talleres con los profesores Burt Silverman, David Levine y Aaron Schickler, en Nueva York, Estados Unidos de América.
Ha residido en Nueva York, Washington, Florencia y Miami donde actualmente vive y trabaja.

## Exposiciones Personales
Entre sus muestras personales más importantes podemos mencionar en el año 1972 Cartoons en The New York School for Social Research, Nueva York, EE. UU.; en 1980 Julio Larraz. Recent Still Lifes en el Hirschl and Adler Galleries, Nueva York, EE. UU.; en 1988 Julio Larraz. Recent Paintings Nohra Haime Gallery, Nueva York, EE. UU. y en 1995 Julio Larraz en Vallois, París, Francia.

## Exposiciones Colectivas
El artista ha participado en numerosas exposiciones colectivas, en 1976 Exhibition of Works by Candidates for Art Awards, en la Academia Americana de Artes y Letras, Nueva York, EE. UU.; en 1979 Modern Latin American Paintings, Drawings and Sculpture en el Centro para las relaciones latinoamericanas, Nueva York. En 1985 participa en la Foire Internationale d’Art Contemporain (FIAC) en el Grand Palais de París, Francia (representado por Galleria Il Gabbiano, Roma, Italia) y en 1992 Exposición arte cubano. Pasado y presente obra importante en Gary Nader Fine Art, Coral Gables, Florida, EE. UU.

## Premios
- Premio Cintas Foundation Fellowship.

- Institute of International Education, Nueva York, U.S.A.

- Premio de Adquisición de Childe Hassam Fund Purchase Exhibition.

- American Academy of Arts and Letters and Institute of Arts & Letters, New York, U.S.A.

## Colecciones
Su obra forma parte de las importantes colecciones del Cintas Foundation, Inc., New York, U.S.A.; Mitsui & Company, Inc., New York, U.S.A.; Museo de Arte Moderno, Bogotá, Colombia; Museo de Monterrey, Monterrey, Nuevo León, México; Preston Carter Real Estate, Dallas, Texas, U.S.A.;World Bank, Washington D. C., U.S.A.

## Publicaciones
- Edward Lucie-Smith, Julio Larraz, mayo de 2003, Editorial Skira

## Cronología de exhibiciones personales
1974
- Pyramid Galleries, Washington D. C.

- New School for Social Research, Nueva York

- FAR Gallery, Nueva York

1976
- Westmoreland Museum of Art, Greensburg, Pensilvania

1977
- FAR Galleries, Nueva York

1979
- Hirschl & Adler Galleries, Nueva York

1980
- Hirschl & Adler Galleries, Nueva York

- Hall Galeries, Fort Worth, Texas

1982
- Works IL Gallery, Southampton, Nueva York

- Belle Arts Gallery, Nyack, Nueva York

- Bacardi Gallery, Miami, Florida

- Inter-American Art Gallery, Nueva York

1983
- Wichita Falls Museum and Art Center, Wichita Falls, Texas

- Works IL Gallery, Southampton, Nueva York

- Nohra Haime Gallery, Foire Internationale d’Art Contemporain, Grand Palais, París

1984
- Galería Iriarte, Bogotá, Colombia

- Nohra Haime Gallery, Nueva York

- Galería Arteconsult, Ciudad de Panamá, Panamá

1985
- Galleria II Gabbiano, Roma, Italia

- Nohra Haime Gallery, Nueva York

1986
- Museo de Arte Moderno, Bogotá, Colombia

- Nohra Haime Gallery, Nueva York

1987
- Museo de Monterrey, Monterrey, México

- Hall Galleries, Dallas, Texas

1988
- Ravel Gallery, Austin, Texas

- Nohra Haime Gallery, Nueva York

- Frances Wolfson Art Gallery, Miami-Dade Community College, Miami, Florida

1990
- Atrium Gallery, Works on Paper, San Luis, Misuri

- Colleen Greco Gallery, Prints, Nyack, Nueva York

- Janey Beggs Gallery, Los Ángeles, California

- Gerald Peters Gallery, Santa Fe, Nuevo México

- Nohra Haime Gallery, Watercolors, Nueva York

1991
- Nohra Haime Gallery, Moments in Time, Nueva York

1992
- Krannert Art Museum, Universidad de Illinois en Urbana, Champaign, Illinois

- Nohra Haime Gallery, Witness to Silence, Nueva York

- Atrium Gallery, Works on Paper, San Luis, Misuri

1994
- Ron Hall Gallery, Julio Larraz, Dallas, Texas

1995
- Tampa Museum of Art, The Planets, Tampa, Florida

- Gallerie Vallois, Julio Larraz, París

- Ron Hall Gallery, The Planets, Dallas, Texas

- Peter Findlay Gallery, Nueva York

1996
- Peter Findlay Gallery, Watercolors and Pastels by Julio Larraz, Nueva York

- Ron Hall Gallery, Recent Works by Julio Larraz, Dallas, Texas

- Atrium Gallery, The Gulf Stream, San Luis, Misuri

- Ron Hall Gallery, Julio Larraz, Santa Fe, Nuevo México

- Ron Hall Gallery, Works on Paper by Julio Larraz, Santa Fe, Nuevo México

1998
- Boca Raton Museum of Art, Julio Larraz, Boca Ratón, Florida

- Museo Pedro de Osma, Julio Larraz, Lima, Perú

- Galería Der Brucke, Julio Larraz, Buenos Aires, Argentina

1999
- Galleria Tega, Milán, Italia

- Marlborough Florida, New Works, Boca Raton, Florida. Galería A.M.S. Marlborough, Santiago, Chile.

- Julio Larraz’s Sculptures, Galleria Tega, Art Miami, Miami, Florida

- Luis Pérez Galeria, ARCO, Madrid, España

- Julio Larraz, Atrium Gallery, San Luis, Misuri

- Julio Larraz, Galería Tega, FIAC, París, Francia

2000	
- New Works, Marlborough Florida, Boca Ratón, Florida.

- Julio Larraz, Galleria Tega, FIAC, París, Francia

2001
- Julio Larraz, Fondazione Bevilacqua La Masa, Venecia,Italia

2002	
- Oeuvres récentes: peintures et sculptures, Marlborough Monaco, Monte Carlo.

- Julio Larraz, Galerie Patrice Trigano, París, Francia

- El sueño es vida, Galería Tega, Milán, Italia

2003	
- L’ultimo sguardo dopo la Terra, Forni Galleria d’Arte, Bolonia, Italia

2004
- Treinta años de trabajo, Museo de Arte Moderno de Bogotá, Bogotá, Colombia. Museo de Arte Moderno, Ciudad de México, México

- Julio Larraz: Recent Paintings, Marlborough Gallery, Nueva York

2005	
- Julio Larraz: treinta años de trabajo, Centro Cultural Metropolitano, Quito, Ecuador

- Altri Soli Cortona, Italia

- Julio Larraz, Contini Galleria D’Arte, Cortina d’Ampezzo, Italia

2006
- Julio Larraz, Contini Galleria D’Arte, Venecia, Italia

2009
- Julio Larraz, Marlborough, Nueva York